# Hối hận

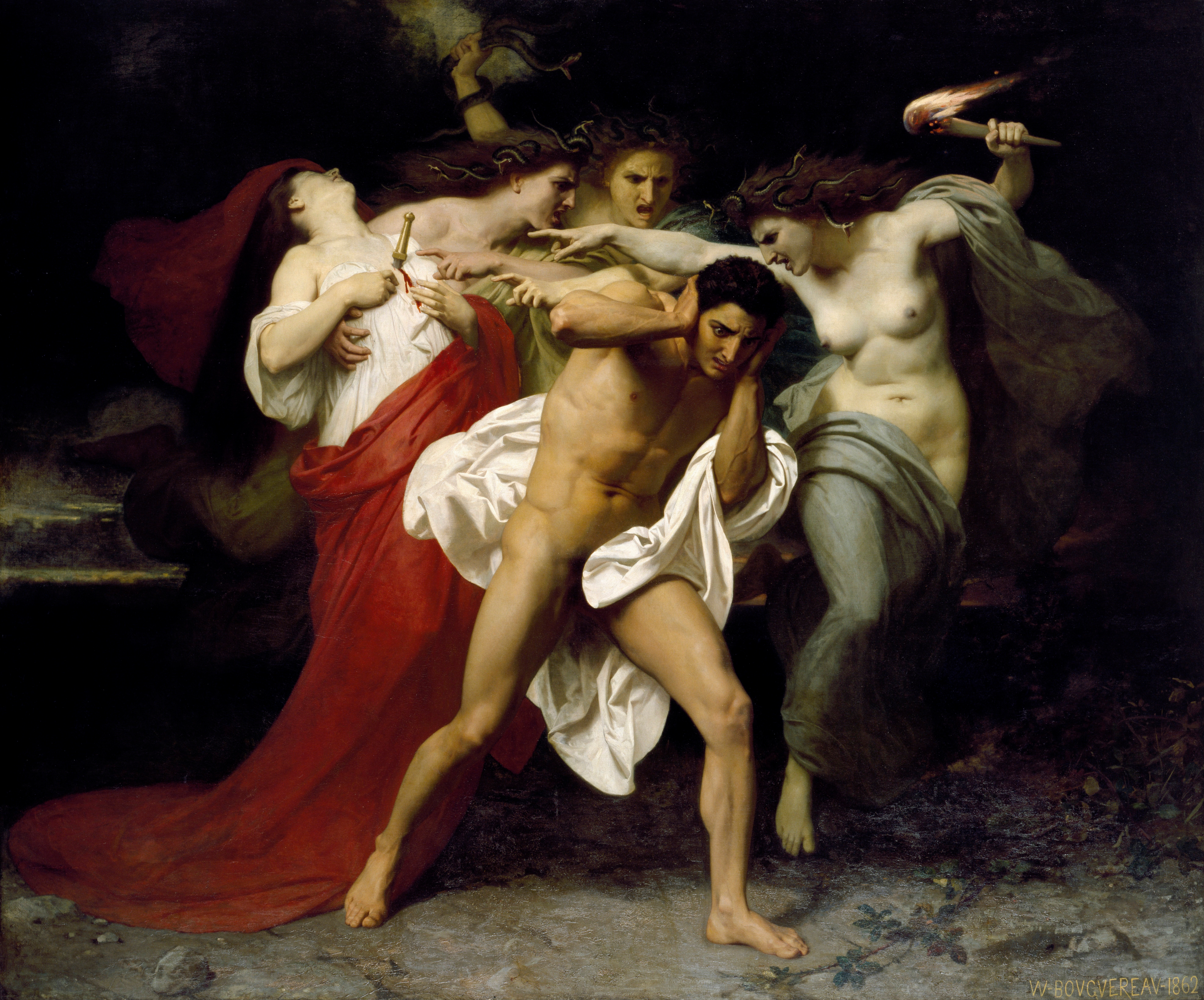
Sự hối hận của Orestes (1862), bởi William-Adolphe Bouguereau

Hối hận là một cảm xúc phiền não khi một cá nhân tỏ ra hối tiếc với những hành động mà mình đã làm trong quá khứ
và được xem là xấu hổ, đau đớn, hoặc hành động sai trái. Hối hận có quan hệ chặt chẽ với có tội (cảm xúc) và tự định hướng phẫn nộ (oán giận). Khi một cá nhân hối tiếc một hành động trước đó hoặc không hành động gì cả, điều đó có thể là do hối hận hoặc để phản ứng với các hậu quả khác nhau, bao gồm bị trừng phạt cho hành động hoặc thiếu sót đó.  Con người có thể bày tỏ sự hối hận thông qua lời xin lỗi, cố gắng sửa chữa thiệt hại mà họ đã gây ra hoặc tự trừng phạt bản thân.